# Utsubo Monogatari

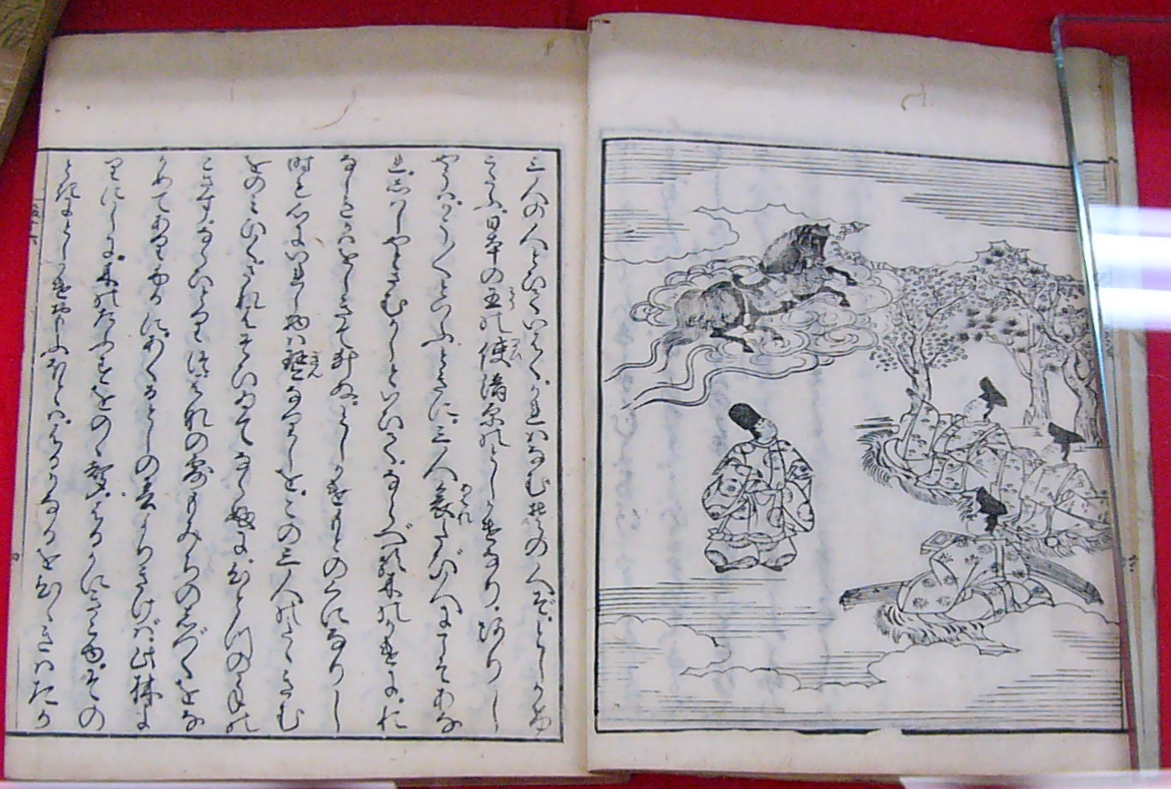
Das Utsubo Monogatari in einer Druckausgabe von 1809

Das Utsubo Monogatari (jap. 宇津保物語 auch: 宇都保物語, dt. „Erzählungen von der Baumhöhle“, engl. „Tale of the Hollow Tree“) ist mit 20 Kapiteln (Maki) die älteste Erzählung dieses Umfangs aus der mittleren Heian-Zeit. Autor und genaue Entstehungszeit sind unbekannt, doch lässt sich aus der Erwähnung in späteren Werken, wie dem Shimeisho schließen, dass Minamoto no Shitagō das Utsubo Monogatari verfasst haben könnte. Auch Fujiwara no Tametoki wurde als Verfasser angesehen. Zudem wurde in der Forschung die These diskutiert, dass lediglich das erste Maki vor dem Genji Monogatari entstand und der restliche Text erst in der Kamakura-Zeit. Die angenommene Entstehungszeit wird auf 977 – 999 n. Chr. angesetzt. Stilistisch kann sie als romantische Erzählung (denki monogatari) und damit in der Nachfolge zum Taketori Monogatari eingeordnet werden, doch es finden sich auch Aspekte der fiktiven Erzählung (tsukuri monogatari). Die frühste erhaltene und illustrierte Druckausgabe stammt von 1677; die wurde 1806 unverändert nachgedruckt. Die Art der Darstellung hatte großen Einfluss auf das Genji Monogatari.

## Inhalt
Das Utsubo Monogatari kann in drei große Abschnitte gegliedert werden:
- Maki 1: Der junge Adlige Kiyohara Toshikage (清原 俊蔭) wird im Alter von 16 Jahren nach China entsandt, strandet jedoch in Persien (波斯国, Hashikoku). Von einem himmlischen Wesen erhält er eine Koto und wird in die Kunst des Spielens eingeführt. Im Alter von 23 Jahren kann Toshikage mit dem Instrument nach Japan zurückkehren. Zurückgekehrt gibt er die Geheimnisse des Koto-Spiels an seine Tochter weiter und stirbt. Durch den Tod des Vaters ist das Haus der Kiyohara dem Untergang geweiht, weshalb die Tochter, die mit Fujiwara no Kanemasa einen Sohn namens Nakatada (藤原 仲忠) hat, ihren Sohn in den nördlichen Bergen (Kitayama) in einer Baumhöhle großzieht.
- Maki 2 bis 12 erzählen von der Brautwerbung Nakatadas um Atemiya. Nakatada möchte Atemiya (貴宮), die Tochter von Minamoto no Masayori (源 正頼), dem Leiter des Amtes für die kaiserliche Leibgarde zur Linken, heiraten. Dazu muss Nakatada sich seinem ebenbürtigen Konkurrenten Minamoto no Suzuji (源 涼) in einem Koto-Duell stellen. Nach unterschiedlichen politischen Ränken, die sich um Nakatada und den Kronprinzen spinnen, freit letztendlich der Kronprinz Atemiya, während Nakatada die Edle Ichinomiya (一宮) zur Frau nimmt.[5]
- Kapitel 13 bis 20 erzählen davon wie die Familie Nakatadas in der Gunst des Kaisers steht. Nakatada zieht mit seiner Familie in den Wohnsitz seines Großvaters Toshikage und entdeckt dort dessen Schriften über das Koto-Spiel. Im Jahr darauf wird Nakatadas Tochter Inumiya (犬宮) geboren. Sie ererbt das Talent zum Koto-Spiel und setzt die musikalische Familientradition fort. Derweil entwickeln sich Rivalitäten zwischen den beiden Familien Minamoto und Fujiwara um den Thron. Der Sohn des ehemaligen Kronprinzen und Atemiyas wird zum neuen Kronprinzen bestimmt. Nakatada wird Vorsteher des Kronprinzenpalastes und lebt fortan ein sorgloses Leben.[6]